# Famous Idaho Potato Bowl 2018
Match précédent Match suivant
Le Famous Idaho Potato Bowl 2018 est un match de football américain de niveau universitaire joué après la saison régulière de 2018, le 21 décembre 2018 à l'Albertsons Stadium de Boise dans l'État d'Idaho aux États-Unis.
Il s'agit de la 22e édition du Famous Idaho Potato Bowl.
Le match met en présence l’équipe des Broncos de Western Michigan issue de la Mid-American Conference et l’équipe indépendante des Cougars de BYU.
Il débute à 14 heures, heure locale et est retransmis à la télévision par ESPN.
Les Cougars de BYU gagnent le match sur le score de 49 à 18.

## Présentation du match
| Équipes                                                                                          | Conférences | Entraîneurs        | Stats. saison rég. | Classements avant le bowl CFP-AP-Coaches |
| ------------------------------------------------------------------------------------------------ | ----------- | ------------------ | ------------------ | ---------------------------------------- |
| Broncos de Western Michigan                                                                      | MAC         | Tim Lester (en)    | 7 - 5              | NC                                       |
| Cougars de BYU                                                                                   | IND.        | Kalani Sitake (en) | 6 - 6              | NC                                       |
| Arbitre : Jeremy Parker (Sun Belt) Équipe donnée favorite par les bookmakers : BYU par 12 points |             |                    |                    |                                          |

Il s'agit de la 5e première rencontre entre ces deux équipes :
| Saison            | Date | Vainqueur        | Score   | Perdant          | Compétition                               |
| ----------------- | ---- | ---------------- | ------- | ---------------- | ----------------------------------------- |
| 19 septembre 1970 | 1970 | Western Michigan | 35 - 17 | BYU              | Match de saison régulière à Kalamazoo, MI |
| 21 septembre 1968 | 1968 | BYU              | 17 - 07 | Western Michigan | Match de saison régulière à Kalamazoo, MI |
| 29 septembre 1967 | 1967 | BYU              | 44 - 19 | Western Michigan | Match de saison régulière à Provo, UT     |
| 14 novembre 1964  | 1964 | BYU              | 43 - 08 | Western Michigan | Match de saison régulière à Provo, UT     |
| 10 novembre 1962  | 1962 | Western Michigan | 28 - 20 | BYU              | Match de saison régulière à Kalamazoo, MI |

### Broncos de Western Michigan
Avec un bilan global en saison régulière de 7 victoires et 5 défaites (5-3 en matchs de conférence), Western Michigan est éligible et accepte l'invitation pour participer au Famous Idaho Potato Bowl de 2018.
Ils terminent 2e de la West Division de la Mid-American Conference derrière Northern Illinois.
À l'issue de la saison 2018 (bowl non compris), ils n'apparaissent pas dans les classements CFP, AP et Coaches.
Il s'agit de leur seconde apparition au Famous Idaho Potato Bowl après leur défaite lors du Famous Idaho Potato Bowl 2014, 38 à 24 contre les Falcons de l'Air Force.

### Cougars de BYU
Avec un bilan global en saison régulière de 6 victoires et 6 défaites, Brigham Young, équipe indépendante, est éligible et accepte l'invitation pour participer au Famous Idaho Potato Bowl de 2018.
À l'issue de la saison 2018 (bowl non compris), ils n'apparaissent pas dans les classements CFP, AP et Coaches.
Il s'agit de leur première apparition au Famous Idaho Potato Bowl.

## Résumé du match
Début du match à 14 h 05, fin à 17 h 25 pour une durée totale de jeu de 3 h 20 min.
Températures de 5 °C, vent de NO de 19 km/h, ciel partiellement couvert.
| QT          | Temps       | Drive       | Drive       | Drive       | Équipe      | Description de l'action | Score | Score |
| QT          | Temps       | Jeux        | Yards       | TDP         | Équipe      | Description de l'action | WU    | BYU   |
| ----------- | ----------- | ----------- | ----------- | ----------- | ----------- | --- | ----- | ----- |
| 1           | 02:20       | 2           | 27          | 00:41       | BYU         | TD de 26 yards par WR Dylan Collie à la suite d'une réception de passe de QB Zach Wilson + 1 point de conversion par K Skyler Southam | 0     | 7     |
| 2           | 03:07       | 4           | 10          | 01:53       | WMU         | TD à la suite d'une course de 33 yards par RB Jamauri Bogan + 1 point de conversion par K Gavin Peddie                                | 7     | 7     |
| 2           | 00:24       | 11          | 51          | 01:14       | WMU         | FG de 37 yards par K Gavin Peddie | 10    | 7     |
| 3           | 13:14       | 3           | 69          | 01:46       | BYU         | TD de 8 yards par WR Dylan Collie à la suite d'une réception de passe de QB Zach Wilson + 1 point de conversion par K Skyler Southam  | 10    | 14    |
| 3           | 07:29       | 4           | 74          | 01:27       | BYU         | TD à la suite d'une course de 37 yards par RB Riley Burt + 1 point de conversion par K Skyler Southam                                 | 10    | 21    |
| 3           | 05:04       | 2           | 63          | 00:45       | BYU         | TD de 70 yards par WR Aleva Hifo à la suite d'une réception de passe de QB Zach Wilson + 1 point de conversion par K Skyler Southam   | 10    | 28    |
| 3           | 02:47       | 3           | 32          | 01:19       | BYU         | TD à la suite d'une course de 1 yard par DB Dayan Ghanwoloku + 1 point de conversion par K Skyler Southam                             | 10    | 35    |
| 4           | 11:38       | 4           | 54          | 01:47       | BYU         | TD de 5 yards par WR Dax Milne à la suite d'une réception de passe de QB Zach Wilson + 1 point de conversion par K Skyler Southam     | 10    | 42    |
| 4           | 07:37       | 9           | 75          | 04:01       | WMU         | TD à la suite d'une course de 1 yard par QB Kaleb Eleby + 2 points de conversion à la passe (de QB Kaleb Eleby vers WR Jayden Reed)   | 18    | 42    |
| 4           | 04:07       | 7           | 75          | 03:30       | BYU         | TD à la suite d'une course de 1 yard par RB Brayden El-Bakri + 1 point de conversion par K Skyler Southam                             | 18    | 49    |
| Score final | Score final | Score final | Score final | Score final | Score final | Score final | 18    | 49    |

## Statistiques
| Nom         | Équipe | Poste |
| ----------- | ------ | ----- |
| Zach Wilson | BYU    | QB    |

| Statistiques                           | WMU                                                   | BYU                                                 |
| -------------------------------------- | ----------------------------------------------------- | --------------------------------------------------- |
| 1er down                               | 16                                                    | 22                                                  |
| 1er down à la course                   | 6                                                     | 7                                                   |
| 1er down à la passe                    | 8                                                     | 12                                                  |
| 1er down suite pénalité                | 2                                                     | 3                                                   |
| Conversion de 3e down                  | 8/21                                                  | 3/6                                                 |
| Conversion de 4e down                  | 2/4                                                   | 0/1                                                 |
| Jeux–yards                             | 76 jeux pour 313 yards                                | 52 jeux pour 490 yards                              |
| Yards à la course                      | 39 courses pour 138 yards moyenne de 3,5 yards/course | 33 courses pour 132 yards moyenne de 4 yards/course |
| Yards à la passe                       | 175                                                   | 358                                                 |
| Passes : Réussies-Tentées-Interceptées | 20/37 passes complétées, 0 interception               | 19/19 passes complétées, 1 interception             |
| Réussite en zone rouge/chances         | 2/2                                                   | 4/4                                                 |
| TD                                     | 2                                                     | 7                                                   |
| Field Goals                            | 1/1                                                   | 0/0                                                 |
| Sacks (Nombre-Yards)                   | 3 pour 26 yards adverses perdus                       | 3 pour 14 yards adverses perdus                     |
| Fumbles (Nombre/Perdus)                | 1/0                                                   | 2/1                                                 |
| Pénalités (Nombre/Yards perdus)        | 5 pour 37 yards perdus                                | 6 pour 55 yards perdus                              |
| Temps de possession                    | 35:21                                                 | 24:39                                               |

| Quarterbacks        | Quarterbacks      | Quarterbacks                                                                                     |
| ------------------- | ----------------- | ------------------------------------------------------------------------------------------------ |
| WMU                 | Eleby, Kaleb      | 20/36 passes complétées, 175 yards, 1 interception, 0 TD, 3 sacks subis, évaluation de QB 90,8   |
| WMU                 | Musatt, Alex      | 0/1 passe complétée, 0 yard, 0 interception, 0 TD, 0 sack subi, évaluation de QB 0,0             |
| BYU                 | Wilson, Zach      | 18/18 passes complétées, 317 yards, 0 interception, 4 TDs, 3 sacks subis, évaluation de QB 321,3 |
| BYU                 | Mangum, Tanner    | 1/1 passe complétée, 41 yards, 0 interception, 0 TD, 0 sack subi, évaluation de QB 444,4         |
| Meilleurs coureurs  |                   |                                                                                                  |
| WMU                 | Bogan, Jamauri    | 13 courses pour 62 yards nets gagnés, 1 TD, moyenne de 4,8 yards/course                          |
| BYU                 | Burt, Riley       | 13 courses pour 110 yards nets gagnés, 1 TD, moyenne de 8,5 yards/course                         |
| Meilleurs receveurs |                   |                                                                                                  |
| WMU                 | Bellamy, Levante  | 6 réceptions pour 45 yards gagnés, 0 TD                                                          |
| BYU                 | Collie, Dylan     | 6 réceptions pour 124 yards gagnés, 2 TDs                                                        |
| Meilleurs tacklers  |                   |                                                                                                  |
| WMU                 | Tranquill, Justin | 8 tacles dont 4 en solo                                                                          |
| BYU                 | Takitaki, Sione   | 19 tacles dont 9 en solo, 1 sack, 1 TFL                                                          |